# فهرست حزب‌ها در قبرس شمالی

نشان رسمی کشور قبرس شمالی

فهرست حزب‌های سیاسی در جمهوری ترک قبرس شمالی

## احزاب دارای نماینده درمجلس
| نام حزب | نام حزب                                        | اختصار | ایدئولوژی سیاسی              | رهبر            | تعداد نماینده |
| ------- | ---------------------------------------------- | ------ | ---------------------------- | --------------- | ------------- |
|         | حزب وحدت ملی Ulusal Birlik Partisi             | UBP    | محافظه‌کاری، ناسیونالیسم ترکی | درویش اروگلو    | ۲۶            |
|         | حزب جمهوری‌خواه ترک Cumhuriyetçi Türk Partisi   | CTP    | سوسیال دموکراسی              | فیردی ثابت سویر | ۱۵            |
|         | حزب دموکرات Demokrat Parti                     | DP     | لیبرالیسم محافظه‌کار          | سردار دنکتاش    | ۵             |
|         | حزب دموکراسی همگانی Toplumcu Demokrasi Partisi | TDP    | سوسیال دموکراسی              | محمد چکیجی      | ۲             |
|         | حزب اصلاحات و آزادی Özgürlük ve Reform Parti   | ÖRP    | لیبرالیسم                    | تورگای آوجی     | ۲             |

## احزاب بدون نماینده
- حزب نو
- حزب قبرس نو
- حزب رستاخیز ملی
- حزب صلح ملی
- حزب راه‌حل و اتحادیه اروپ
- حزب قبرس متحد